# Országos Kisgazda- és Földműves Párt
Az Országos Kisgazda- és Földmíves Párt (avagy Országos Kisgazdapárt, OKGFP) egy rövid életű agrárpárt volt Magyarországon az 1920-as években.

## Története
Az OKGFP először 1919 januárjában alakult meg a Nagyatádi Szabó István vezette Országos 48-as Függetlenségi Gazdapárt (Országos Kisgazdapárt) és az Országos Földmíves Párt egyesüléséből. Az OKGFP működése a Magyarországi Tanácsköztársaság alatt csakhamar ellehetetlenült, így annak bukása után (mivel mindenki külön-külön kezdett az újraszervezésbe) Nagyatádi és pártja ugyanezen a néven, de egy másik elnevezésű párttal (Egyesült Kisgazda- és Földmíves Párt) egyesült 1919. november 29-én.
A párt nevét Nagyatádiék hozták magukkal, akik még 1918 őszén vették fel az Országos Kisgazdapárt megnevezést. A trianoni béke és következményei miatt bonyolult és zavaros 1920-as választások lezárultával (ami több részletben egészen 1921 végéig, vagyis majdnem két évig tartott) összességében (1922-re) végül 75 mandátumhoz jutottak, amivel a Keresztény Nemzeti Egyesülés Pártja (KNEP) mögött a második legnagyobb parlamenti párt lettek. Igaz, ettől függetlenül az OKGFP már a Tanácsköztársaság bukása óta egy, vagy több taggal, de folyamatosan része volt a mindenkori kormánynak, így az „új” koalíció tulajdonképp az addigi együttműködés folytatása volt (a Huszár-kormányban és utódaiban). A pártból 1921-ben kivált a Rassay Károly vezette, liberális agrár vonalat képviselő csoport, akik Független Kisgazda, Földműves és Polgári Párt néven alakítottak új politikai szervezetet.
Az OKGFP a bethleni konszolidáció jegyében, annak egyik lépéseként 1922. február 2-án egyesült a Bethlen István szellemi vezérlete alatt álló Keresztény Nemzeti Egyesülés Pártjával (KNEP) Keresztény-Keresztyén Földmíves-, Kisgazda- és Polgári Párt néven. A bonyolult neve miatt inkább csak Egységes Párt néven emlegetett szervezet megnyerte az 1922-es választásokat és az azt követő összes többit is, így egészen a nyilas hatalomátvételig (1944. október) hatalmon maradt, igaz ezalatt kétszer is nevet változtatott.
Az új párt elnöke (névleg) Nagyatádi lett, s formálisan a KNEP olvadt be az OKGFP-be, de a politikai irányvonalat mégsem a kisgazdák határozhatták meg. Emiatt egy részük még 1922-ben távozott az Egységes Pártból és 48-as Kisgazda Párt néven tömörültek. Az új irányvonalat elfogadó kisgazdák jó része végül 1930-ban távozott a pártból Bethlen akkori politizálása elleni tiltakozásul és alakították meg a Független Kisgazdapártot.

## Országgyűlési választási eredményei
| Választások | Mandátumok száma | Mandátumok aránya | Parlamenti szerepe |
| ----------- | ---------------- | ----------------- | ------------------ |
| 1920-asA    | 75               | 34,25%            | kormánypárt        |

A: A választások több részletben 1920 januárjától 1921 októberéig tartottak. (ahogy szabadultak fel a területek az idegen ellenőrzés alól, írtak ki rajtuk választásokat)